# Strobilanthes hossei
Strobilanthes hossei är en akantusväxtart som beskrevs av C. B. Cl.. Strobilanthes hossei ingår i släktet Strobilanthes och familjen akantusväxter. Inga underarter finns listade i Catalogue of Life.